# Semidalis fuelleborni
Semidalis fuelleborni är en insektsart som beskrevs av Günther Enderlein 1906. Semidalis fuelleborni ingår i släktet Semidalis och familjen vaxsländor. Inga underarter finns listade i Catalogue of Life.